# Coua de Verreaux
El coua de Verreaux (Coua verreauxi) és una espècie d'ocell de l'ordre dels Cuculiformes de la família dels cucúlids (Cuculidae), es un endemisme de Madagascar que habita planures de sorra d'un llac salat en el sur de l'illa.
El seu nom és en honor de l'ornitòleg francès Jules Verreaux.